# Sabellovoluta
Sabellovoluta es un género de foraminífero bentónico de la subfamilia Alveolophragmiinae, de la familia Cyclamminidae, de la superfamilia Loftusioidea, del suborden Loftusiina y del orden Loftusiida. Su especie tipo es Spirolina humboldti. Su rango cronoestratigráfico abarca el Oligoceno inferior y medio.

## Discusión
Clasificaciones previas incluían Sabellovoluta en el suborden Textulariina del orden Textulariida o en el orden Lituolida. Press, 93-102.</ref>

## Clasificación
Sabellovoluta incluye a la siguiente especie:
- Sabellovoluta humboldti